# Тукабаче
Тукабаче 	(на английски: Tuckabahchee) е едно от основните подразделения и един от водещите градове на северноамериканското индианско племе мускоги. През 1686 г. испанците за първи път споменават града при острия завой на река Талапуса под името „Тикопаче“. От останалите крики градът се счита за един от основателите на Крикската конфедерация и за водещ град сред горните крики, както и за водещ град на цялата нация. В късните години на колониалния период той е най – гъсто населеният град на горните крики и подобно на другите градове има собствено церемониално име – Спокоги (Испокоги), което се превежда по различни начини. В легендите им се разказва за миграция от другаде. Албърт Гачет предполага, че тукабаче са наследници на загадъчното племе каскинампо от река Тенеси, които имали близки отношения с шоуните през 17 век. Гачет прави това предположение въз основа на също тесните връзки на тукабаче с шоуните. В записите на Южна Каролина от 1712 г. се споменават под името „тукабуга“, а на карта от 1733 г. се появяват под името „титопаче“. Според ранните английски търговци, които посещават племето, става ясно, че градът им се намира на десния бряг на Талапуса, срещу устието на Юфаби Крийк и на 3 мили под водопадите на реката. Тези търговци споменават и едно тяхно отделно село, което се нарича Уихили.